# Drache (Schiff, 1908)
Die Drache war ein deutsches Kriegsschiff, das von der Kaiserlichen Marine als Artillerietender gebaut und genutzt wurde, als solcher in die Reichsmarine übernommen und schließlich von der Kriegsmarine zum Artillerieschulboot umgerüstet wurde und als solches bis zu seiner Versenkung 1945 diente.

## Kaiserliche Marine
Die Drache wurde als Tender für die Kaiserliche Marine auf der Friedrich Krupp Germaniawerft in Kiel gebaut und lief dort am 11. Juni 1908 vom Stapel. Sie war 53,6 m lang und 9 m breit, hatte 3 m Tiefgang und verdrängte 790 t. Die Bewaffnung bestand aus vier 8,8-cm-Schnellladekanonen und vier 5,2-cm-Schnellladekanonen, die Besatzung aus 68 Mann. Die aus mit Kohle befeuerten Dampfkesseln und Verbundmaschinen bestehende Antriebsanlage verlieh dem Schiff eine Höchstgeschwindigkeit von 15 Knoten.
Die Drache wurde am 26. Oktober 1908 unter dem Befehl von Oberleutnant zur See Kurt Schröder (Kommandant bis April 1909) in Dienst gestellt und diente bis 1914 als Artillerietender und Schulschiff bei der „Inspektion der Schiffsartillerie“. Sie war insbesondere zum Schleppen von Zielscheiben, zum Sichern des Schießgebiets und zur Versorgung der schießenden Schiffe eingesetzt. Bei Kriegsausbruch 1914 wurde die Drache der Hafenflottille Jade-Weser zugeteilt.
Der spätere Vizeadmiral Friedrich Frisius diente von Oktober 1914 bis Juni 1916 als Leutnant zur See und Wachoffizier auf der Drache.

## Reichsmarine und Kriegsmarine
Nach Kriegsende musste das Schiff nicht ausgeliefert werden, sondern verblieb bei der neuen Reichsmarine. Bis 1921 diente es dem Führer der Minensuchboote in der Ostsee, danach ab Oktober 1922 als Tender der Schiffsartillerieschule (S.A.S.) und ab 1928 als Artillerieschulboot. Die Bewaffnung bestand spätestens seit 1928 aus vier 10,5-cm-Geschützen und einem 2-cm-Flugabwehrgeschütz. Letzteres wurde später durch zwei 2-cm-Flak C/30 L/65 ersetzt. Von Januar bis Juli 1936 wurde das Schiff generalüberholt und mit einer 1600-PS starken Dieselanlage ausgestattet; dabei wurde auch der hintere der beiden Schornsteine entfernt. Danach war das Schiff in Pillau stationiert.
Nach dem Beginn des deutschen Überfalls auf Polen wurde die Drache bei der Beschießung polnischer Stellungen an der Ostseeküste eingesetzt.
1922/23 diente der Oberfähnrich zur See Eberhard Godt auf dem Schiff.

## Ende
Im März 1945 wurde die Drache zur Unterstützung der zurückweichenden deutschen Heerestruppen und Beschießung sowjetischer Truppen bei Danzig eingesetzt. Danach wurde sie, wie fast all noch fahrbereiten Schiffe, zur Evakuierung von Flüchtlingen und Verwundeten aus Ostpreußen genutzt. Dabei erhielt sie mehrfach Treffer durch sowjetischen Artilleriebeschuss, blieb jedoch funktionsfähig. Am frühen Nachmittag des 18. April 1945 wurde sie jedoch bei einem sowjetischen Luftangriff auf Pillau von zwei Bomben getroffen und sank im Königsberger Seekanal.
Das Wrack wurde im August/September 2009 von russischen Tauchern gefunden.